# 10 février 1993
Le mercredi 10 février 1993 est le 41e jour de l'année 1993.

## Naissances
- Abdul Ajagun, joueur nigérian de football
- Aleksandra Chekina, cycliste russe
- Arthur Hanse, skieur alpin franco-portugais
- Brandon Woodruff, joueur américain de baseball
- Daryl Clark, joueur anglais de rugby à XIII
- Jorge López, joueur portoricain de baseball
- Julie Vanloo, joueuse belge de basket-ball
- Max Kepler, joueur allemand de baseball
- Mia Khalifa, commentatrice sportive et ancienne actrice de films pornographiques américano-libanaise
- Nouri, chanteuse néo-zélandaise
- Richard Hübers, escrimeur allemand
- Ruslan Kurbanov, athlète ouzbek
- Seabelo Senatla, joueur sud-africain de rugby
- Selene Caramazza, actrice italienne
- Sherif Gaber, activiste politique et blogueur égyptien, condamné à la prison pour avoir soutenu des positions athées
- Shin Dam-yeong, joueuse sud-coréenne de football
- Steve Beleck, joueur camerounais de football

## Décès
- Bengt Edlén (né le 2 novembre 1906), astronome suédois
- Fred Hollows (né le 9 avril 1929), ophtalmologiste néo-zélandais et médecin humanitaire
- Jan Grossman (né le 23 mai 1925), dramaturge, metteur en scène et critique tchécoslovaque
- Jan Walc (né le 22 septembre 1948), historien de la littérature polonais
- Madeleine Kemény-Szemere (née le 6 juillet 1906), artiste et journaliste hongroise
- Maurice Bourgès-Maunoury (né le 19 août 1914), homme politique français

## Événements
- Albert Zafy est élu président de la République de Madagascar
- Découverte des astéroïdes (7302) 1993 CQ et (8694) 1993 CO
- Création de l'hebdomadaire français Globe Hebdo